# Shodan
Shodan je vyhledávač zaměřený na různé typy počítačů a zařízení připojených k Internetu, například na webové kamery, směrovače nebo servery. Pro tyto počítače ukládá úvodní metadata, která zasílají klientům. Při zkoumání zařízení se zkouší připojit na obvyklé síťové porty pro protokoly HTTP/HTTPS (tj. 80, 8080, 443, 8443), FTP (21), SSH (22), Telnet (23), SNMP (161), SIP (5060) a RTSP (554) aj. 
Autorem vyhledávače je programátor John Matherly. Projekt byl spuštěn v roce 2009 a byl pojmenován podle postavy SHODAN z herní série System Shock.